# Marta Luisa di Norvegia
Marta Luisa di Norvegia (Oslo, 22 settembre 1971) è una principessa norvegese.
È quarta in linea di successione al trono, dopo suo fratello Haakon e i nipoti Ingrid Alexandra e Sverre Magnus.

## Biografia

### Battesimo e diritti di successione
La principessa Marta Luisa è nata al Rikshospitalet di Oslo nel 1971, primogenita di Harald e di Sonja Haraldsen.

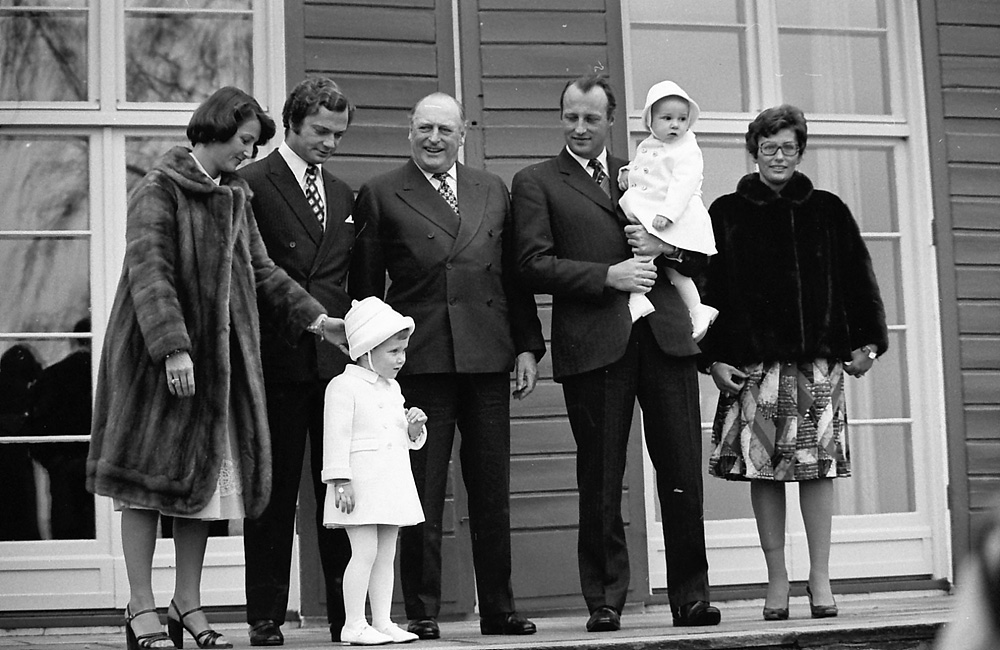
Marta Luisa, da bambina a sinistra, con alcuni famigliari e Carlo XVI Gustavo di Svezia, Skaugum, 1974

Il 19 ottobre fu battezzata nella cappella del palazzo reale di Oslo. I suoi padrini furono il nonno Olav V, il conte Flemming di Rosenborg (cugino di suo padre), lo zio materno Haakon e Nils Jørgen Astrup (amico di suo padre). Le madrine furono Margherita di Svezia (zia di suo padre), la zia paterna Ragnhild, la nonna materna Dagny Ulrichsen e Ilmi Riddervold (amica di sua madre). Ricevette i seguenti nomi: Marta, in onore della nonna paterna, Marta di Svezia; Luisa, in onore della trisnonna, Luisa di Svezia, madre di Haakon VII di Norvegia.
All'epoca della sua nascita, la successione al trono era riservata soltanto ai figli maschi, fin quando una modifica alla Costituzione norvegese non introdusse la primogenitura assoluta, nel 1990. Tuttavia, tale emendamento non fu applicato con valore retroattivo e Marta Luisa, sebbene iniziò a essere contemplata nella linea di successione, viene comunque preceduta dal fratello minore.

### Istruzione
Cresciuta nella residenza di Skaugum, da giovane era membro di un coro e suonava il flauto. Faceva anche parte di un gruppo di danza folk al Norsk Folkemuseum. Frequentò un asilo comunale e poi una scuola elementare locale, prendendo parte a diverse attività di doposcuola.

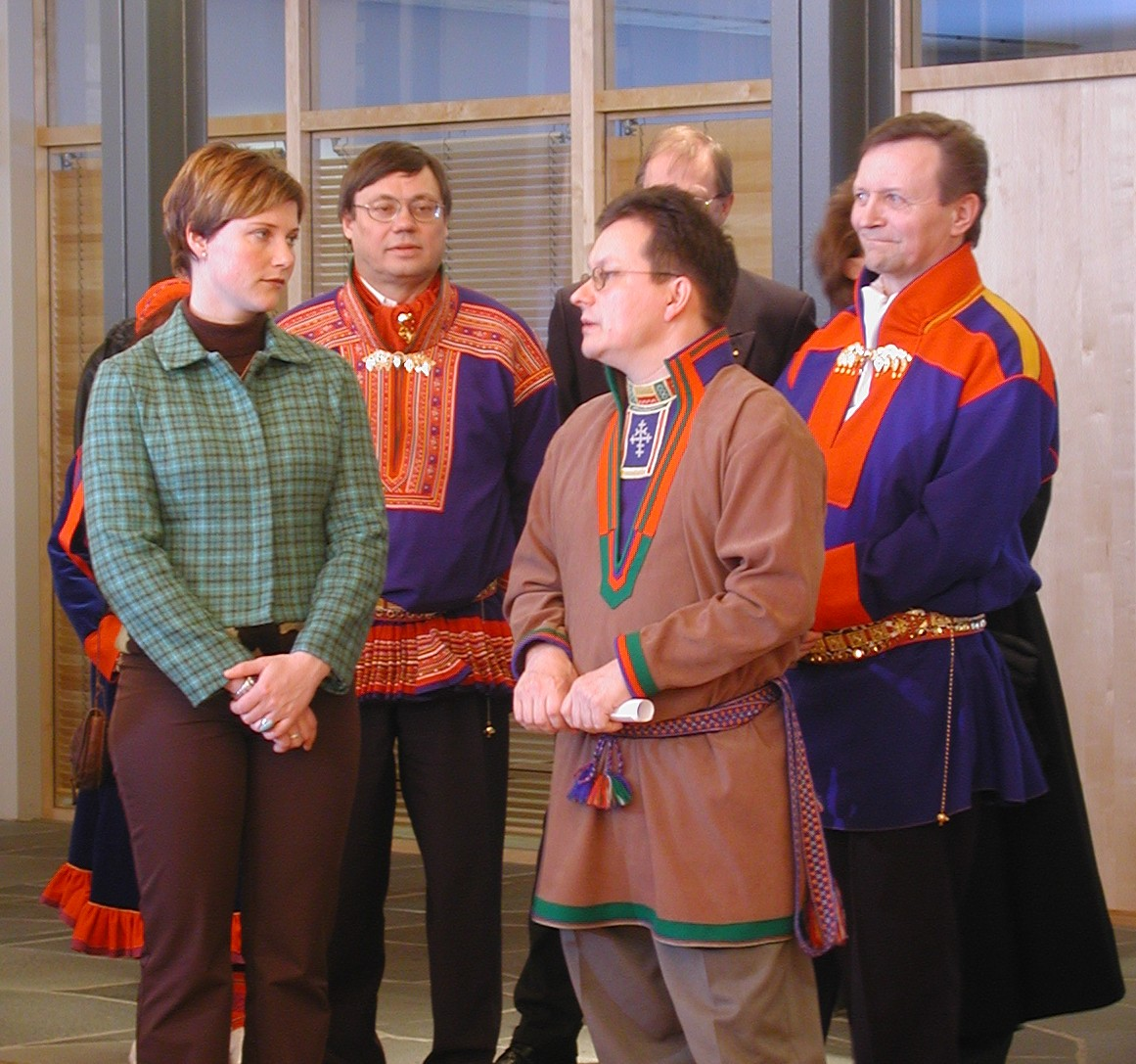
La principessa Marta Luisa con il politico sami Sven-Roald Nystø, 2001

Dopo aver frequentato la scuola Smestad di Oslo, nel 1990 completò gli studi al Kristelig Gymnasium, con particolare attenzione per le materie linguistiche. Nell'autunno dello stesso anno si spostò in Inghilterra per praticare equitazione presso il Waterstock House Training Centre e per studiare letteratura all'Università di Oxford. Successivamente si è allenata all'Arena UK per perfezionare le sue abilità nel salto ostacoli.
Tornata in Norvegia, nell'autunno del 1992 cominciò a frequentare la Bjørknes Privatskole, per poi iniziare un programma di fisioterapia presso l'Oslo University College. Compì il praticantato a Maastricht, nei Paesi Bassi, ed ebbe la certificazione di fisioterapista nel dicembre del 1997 . Nel 2000 si specializzò sul metodo Rosen.

### Carriera e attività
A inizio anni 2000 è stata coinvolta nella divulgazione delle fiabe tradizionali norvegesi, in parte anche per via televisiva. Nel gennaio 2002 inaugurò altre sue attività in ambito culturale e come terapeuta del metodo Rosen. Avendo iniziato a lavorare in modo autonomo, cominciò a pagare le tasse e suo padre, previa consultazione, le tolse il trattamento di Altezza reale e le lasciò quello di Altezza.
Dichiarando di poter comunicare con gli animali e gli angeli, nel 2007 decise di aprire la scuola alternativa di terapia Astarte Education/Soulspring (dal nome di una delle più antiche divinità mediorientali), che ha diretto con Elisabeth Nordeng fino al 2019. Per questo suscitò diverse polemiche, ricevendo critiche dall'Università norvegese di scienza e tecnologia, dal teologo Inge Lønning, dallo storico della religione Asbjørn Dyrendal, dal medico alternativo Bernt Rognlien e dal Direttore della Salute norvegese Lars E. Hanssen. L'11 ottobre 2007 la principessa difese la scuola in un'intervista alla TV pubblica NRK.
Nel 2018 aprì con Geir Kamsvåg il canale YouTube HEST360 e nel 2021 divenne partner del marchio di abbigliamento HÈST. Ha pubblicato alcuni libri e ha partecipato alla produzione di programmi televisivi per bambini. Il suo primo libro, Why Kings and Queens Don't Wear Crowns, è stato pubblicato nel 2004 ed è un racconto sul trasferimento del nonno Olav V dalla Danimarca alla Norvegia.

#### Ritiro dalle attività ufficiali
L'8 novembre 2022 la casa reale ha annunciato che Marta Luisa non avrebbe più svolto doveri ufficiali per conto della famiglia reale, secondo la volontà della principessa di distinguere meglio le sue attività professionali dalla monarchia. Compì una scelta del genere già nel 2019, quando decise di smettere di utilizzare il titolo principesco nell'ambito delle sue attività imprenditoriali.
Ha rinunciato quindi ai suoi patrocini, continuando tuttavia a ricoprire il ruolo di presidentessa del CdA del Princess Märtha Louise's Fund (istituito nel 1972), che opera a sostegno dei bambini con disabilità.

### Vita privata
Il 13 dicembre 2001 venne annunciato il suo fidanzamento con lo scrittore danese Ari Behn. La cerimonia di nozze, officiata dal vescovo Finn Wagle, ebbe luogo nella cattedrale di Nidaros a Trondheim, il 24 maggio 2002. Il 5 agosto 2016 la casa reale annunciò la separazione della coppia, che divorziò nel 2017 con affidamento congiunto delle tre figlie. Ari morì suicida il 25 dicembre 2019.
Il 7 giugno 2022 ha annunciato il suo fidanzamento col terapista alternativo statunitense Durek Verret (1974). La coppia si è sposata con una cerimonia privata il 31 agosto 2024.

## Discendenza
Marta Luisa di Norvegia e Ari Behn ebbero tre figlie:
- Maud Angelica Behn (Oslo, 29 aprile 2003);
- Leah Isadora Behn (Hankø, 8 aprile 2005);
- Emma Tallulah Behn (Oslo, 29 settembre 2008).

## Titoli e trattamento
- 22 settembre 1971 – 1 febbraio 2002: Sua Altezza Reale la Principessa Marta Luisa di Norvegia
- dal 1 febbraio 2002: Sua Altezza la Principessa Marta Luisa di Norvegia

## Ascendenza
|                         |                            |                                        | Genitori                    |  |  | Nonni |  |  | Bisnonni               |  |  | Trisnonni                  |  |
|                         |                            |                                        |                             |  |  |       |  |  | Haakon VII di Norvegia |  |  | Federico VIII di Danimarca |  |
|                         |                            |                                        |                             |  |  |       |  |  | Haakon VII di Norvegia |  |  | Federico VIII di Danimarca |  |
|                         |                            | Luisa di Svezia                        |                             |  |  |       |  |  | Haakon VII di Norvegia |  |  |                            |  |
| Olav V di Norvegia      |                            |                                        |                             |  |  |       |  |  | Haakon VII di Norvegia |  |  |                            |  |
|                         |                            | Maud di Gran Bretagna                  | Edoardo VII del Regno Unito |  |  |       |  |  |                        |  |  |                            |  |
|                         |                            | Maud di Gran Bretagna                  | Edoardo VII del Regno Unito |  |  |       |  |  |                        |  |  |                            |  |
|                         |                            | Maud di Gran Bretagna                  | Alessandra di Danimarca     |  |  |       |  |  |                        |  |  |                            |  |
| Harald V di Norvegia    |                            | Maud di Gran Bretagna                  |                             |  |  |       |  |  |                        |  |  |                            |  |
|                         |                            | Carlo di Svezia                        | Oscar II di Svezia          |  |  |       |  |  |                        |  |  |                            |  |
|                         |                            | Carlo di Svezia                        | Oscar II di Svezia          |  |  |       |  |  |                        |  |  |                            |  |
|                         |                            | Carlo di Svezia                        | Sofia di Nassau             |  |  |       |  |  |                        |  |  |                            |  |
| Marta di Svezia         |                            | Carlo di Svezia                        |                             |  |  |       |  |  |                        |  |  |                            |  |
|                         |                            | Ingeborg di Danimarca                  | Federico VIII di Danimarca  |  |  |       |  |  |                        |  |  |                            |  |
|                         |                            | Ingeborg di Danimarca                  | Federico VIII di Danimarca  |  |  |       |  |  |                        |  |  |                            |  |
|                         |                            | Ingeborg di Danimarca                  | Luisa di Svezia             |  |  |       |  |  |                        |  |  |                            |  |
| Marta Luisa di Norvegia |                            | Ingeborg di Danimarca                  |                             |  |  |       |  |  |                        |  |  |                            |  |
|                         | Halvor Haraldsen Olsbrygge | Harald Gundersen Olsbrygge             |                             |  |  |       |  |  |                        |  |  |                            |  |
|                         | Halvor Haraldsen Olsbrygge | Harald Gundersen Olsbrygge             |                             |  |  |       |  |  |                        |  |  |                            |  |
|                         | Halvor Haraldsen Olsbrygge | Aslaug Kristine Halvorsdatter Jøntveit |                             |  |  |       |  |  |                        |  |  |                            |  |
| Karl August Haraldsen   | Halvor Haraldsen Olsbrygge |                                        |                             |  |  |       |  |  |                        |  |  |                            |  |
|                         |                            | Karete Josefine Nielsen                | Niels Nielsen               |  |  |       |  |  |                        |  |  |                            |  |
|                         |                            | Karete Josefine Nielsen                | Niels Nielsen               |  |  |       |  |  |                        |  |  |                            |  |
|                         |                            | Karete Josefine Nielsen                | Hanna Andrea Hansdatter     |  |  |       |  |  |                        |  |  |                            |  |
| Sonja Haraldsen         |                            | Karete Josefine Nielsen                |                             |  |  |       |  |  |                        |  |  |                            |  |
|                         |                            | Johan Christian Ulrichsen              | Ulrik Cristophersen         |  |  |       |  |  |                        |  |  |                            |  |
|                         |                            | Johan Christian Ulrichsen              | Ulrik Cristophersen         |  |  |       |  |  |                        |  |  |                            |  |
|                         |                            | Johan Christian Ulrichsen              | Anne Sophie Johannesdatter  |  |  |       |  |  |                        |  |  |                            |  |
| Dagny Ulrichsen         |                            | Johan Christian Ulrichsen              |                             |  |  |       |  |  |                        |  |  |                            |  |
|                         |                            | Marie Berntine Hansen                  | Johan Nicolai Hansen        |  |  |       |  |  |                        |  |  |                            |  |
|                         |                            | Marie Berntine Hansen                  | Johan Nicolai Hansen        |  |  |       |  |  |                        |  |  |                            |  |
|                         |                            | Marie Berntine Hansen                  | Anne Gurine Bentsen         |  |  |       |  |  |                        |  |  |                            |  |
|                         |                            | Marie Berntine Hansen                  |                             |  |  |       |  |  |                        |  |  |                            |  |